# Seguros Bolivar Open Cali 2008
Il Seguros Bolivar Open Cali 2008 è stato un torneo di tennis facente parte della categoria ATP Challenger Series nell'ambito dell'ATP Challenger Series 2008. Il torneo si è giocato a Cali in Colombia dal 15 al 21 settembre 2008 su campi in terra rossa e aveva un montepremi di $75 000+H.

## Vincitori

### Singolare
Marcos Daniel ha battuto in finale  Leonardo Mayer che si è ritirato sul punteggio di 6–2.

### Doppio
Juan Sebastián Cabal /  Alejandro Falla hanno battuto in finale  Brian Dabul /  Horacio Zeballos con il punteggio di 7–6(6), 6–3